# Micadina zhejiangensis
Micadina zhejiangensis är en insektsart som beskrevs av Chen, S.C. och Yun He He 1995. Micadina zhejiangensis ingår i släktet Micadina och familjen Diapheromeridae. Inga underarter finns listade i Catalogue of Life.